# Confédération brésilienne des échecs
La Confédération brésilienne des échecs (en portugais : Confederação Brasileira de Xadrez) est l'organisation qui a pour but de favoriser, de contrôler et de diriger la pratique du jeu d'échecs sur le territoire brésilien.

## Historique
L'organisation a été fondée le 11 novembre 1924, et affiliée à la FOI en 1935.

## Organisation
Elle est basée à Santa Maria de Jetibá, l'état d'Espírito Santo. Son président est Darcy Lima, qui a pris ses fonctions en 2013,. La confédération est constituée de 19 clubs, et près de 30 000 licenciés.
Au Brésil, les échecs sont plus populaires au sud et au sud-est que dans le nord-et du pays. La confédération organise donc aussi des jeux en ligne.

## Administration
| Présidents                          | de             | à              |
| ----------------------------------- | -------------- | -------------- |
| Gustavo Garnott                     | 1927           | 1930           |
| Antônio Américo Barbosa de Oliveira | 1930           | 1935           |
| Luiz Felipe Burlamaqui              | 1935           | 1938           |
| Joaquim de Almeida Pinto            | 1938           | 1942           |
| Olavo Coutinho Marques              | 1942           | 1943           |
| Rui de Castro                       | 1943           | 1947           |
| Edmundo Gastão da Cunha             | 1948           | 1951           |
| Roberto da Gama e Silva             | 1951           | 1953           |
| Edmundo Gastão da Cunha             | 1953           | 1966           |
| Márcio Elísio de Freitas            | 1966           | 1967           |
| Luiz Tavares da Silva               | 1968           | 1970           |
| Luiz Campelo Gentil                 | 1970           | 1976           |
| Washington de Oliveira              | Janvier 1976   | Juin 1976      |
| Erasmo Couto                        | 1976 (intérim) | 1976 (intérim) |
| Célio Teodoro Assunção              | 1976           | 1978           |
| Sérgio Farias                       | 1978           | 1979           |
| Márcio do Carmo Miranda             | 1980           | 1982           |
| Sérgio Farias                       | 1982           | 1986           |
| Luiz Tavares da Silva               | 1986           | 1988           |
| Jaime Sunye Neto                    | 1988           | 1992           |
| Antônio Bento de Araújo Lima        | 1992           | 1996           |
| Estevão Antônio Reis Bakô           | 1997           | 1998           |
| Darcy Lima                          | 1999           | 2004           |
| Sérgio da Silva Freitas             | 2005           | 2008           |
| Pablyto Robert Baioco Ribeiro       | 2009           | 2012           |
| Darcy Lima                          | 2013           |                |